# Calliophis bivirgata
Calliophis bivirgatus là một loài rắn trong họ Rắn hổ. Loài này được Boie mô tả khoa học đầu tiên năm 1827.

## Phạm vi địa lý và phân phối
Loài rắn này sinh sống trên mặt đất này xảy ra tại Brunei, Indonesia, Malaysia, Singapore, Thái Lan, và Miến Điện. Chúng sinh sống ở độ cao 100-1100 mét.
Có ba phân loài:
- C. b. bivirgata - Indonesia
- C. b. flaviceps - Indonesia, Malaysia, Thái Lan, Singapore, Miến Điện
- C. b. tetrataenia - Indonesia, Malaysia, Brunei

## Mô tả
Loài này đã được đưa vào chi Maticora cho đến khi các nghiên cứu phát sinh loài cho thấy loài này thuộc nhánh Calliophis và loài có quan hệ gần calliophis intestinalis.
Chúng có cơ thể thon thả. Rắn trưởng thành có thể đạt dài 1,8 mét. Chúng có một đầu đỏ, đuôi và bụng. Lưng có màu xanh đậm đến màu đen, và nó thường có màu xanh lớn hoặc sọc trắng trên mỗi hông.
Loài rắn này, đặc biệt là khi chưa thành niên, thường bị nhầm lẫn với loài rắn sậy đầu hồng (calamaria schlegeli) khi chúng có chung môi trường sinh sống và sự bề ngoài tương tự. Nhưng nhưng loài rắn Calamaria schlegeli nhỏ hơn nhiều, đạt chiều dài tối đa 50 cm (20 in). Loài rắn sậy không độc trong khi con rắn san hô là có khả năng gây chết người. Tuyến nọc độc của loài rắn san hô xanh này dài bằng 1/4 chiều dài cơ thể của nó và là tuyến nọc độc dài nhất đối với bất kỳ loài nào trên thế giới.

## Sinh học
Loài rắn này được tìm thấy trong đống lá của rừng nguyên sinh và thứ cấp. Chúng săn bắt loài rắn khác. Khi bị đe dọa nó thường chạy trốn, nhưng nó có thể vẫn còn tại chỗ với cương đỏ đuôi của nó như là một thông điệp phòng thủ.

## Hình ảnh

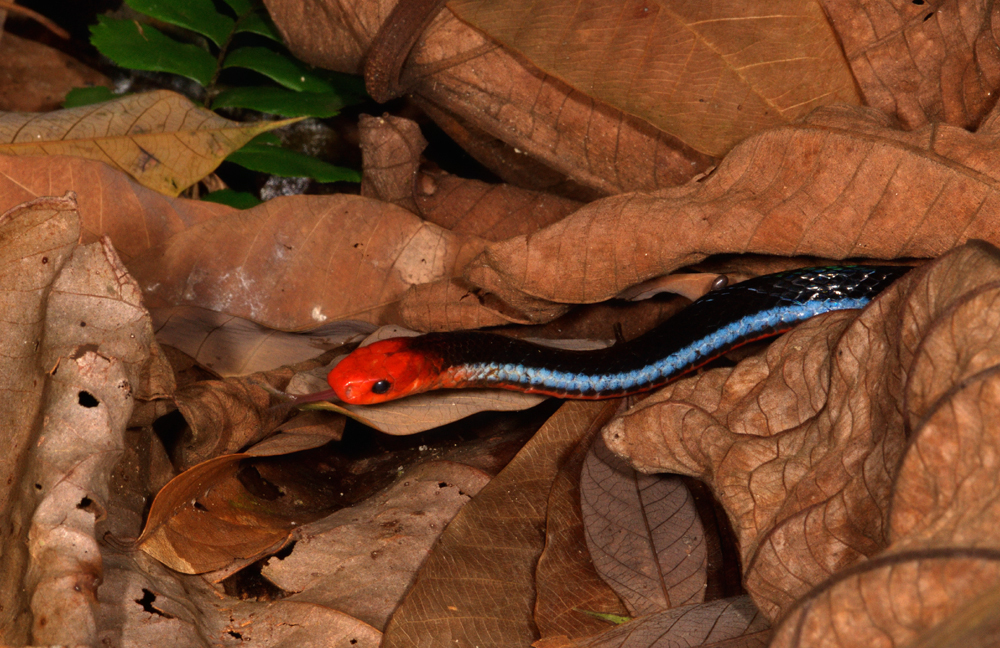
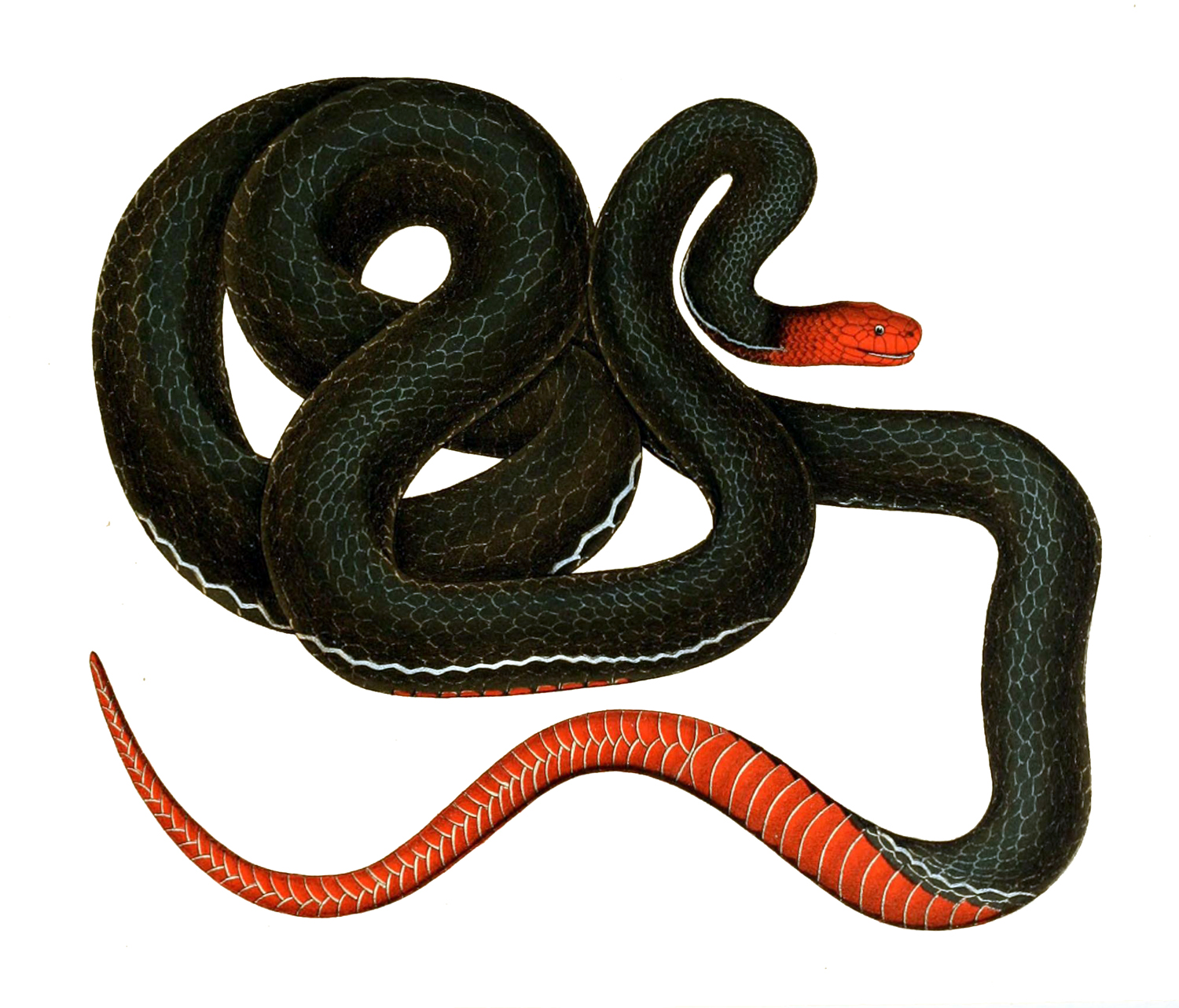
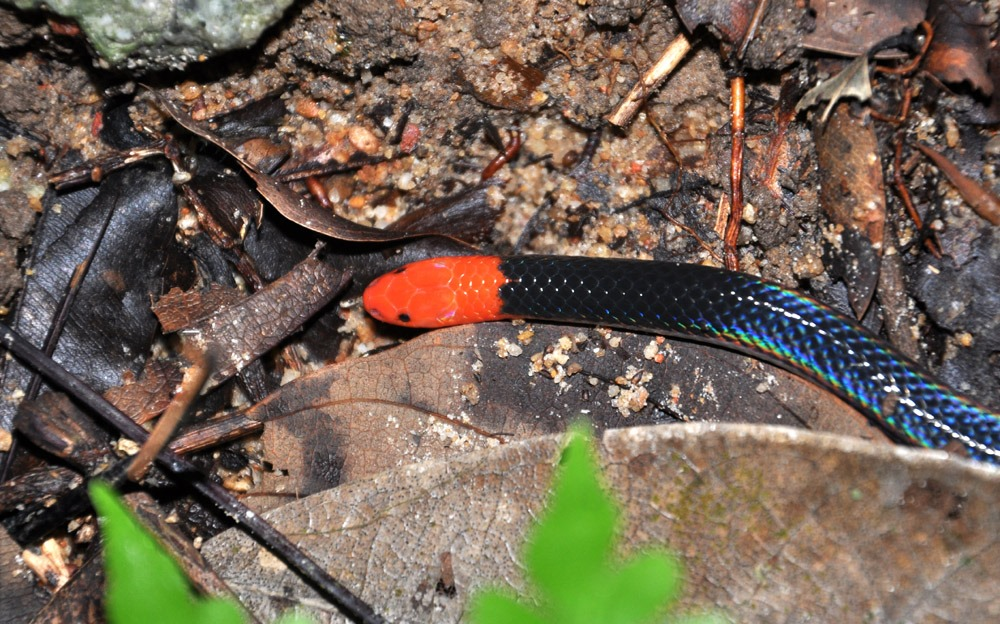